# Athlon 64 FX
Athlon 64 FX – mikroprocesor produkowany przez firmę AMD należący do rodziny procesorów K8, ma 64-bitową architekturę i obsługuje zbiór instrukcji x86 i AMD64.  Posiada 1024 KB cache L2, i dwukanałowy kontroler pamięci DDR(1), taktowany jest zegarem od 2,2 GHz, oraz posiada odblokowany mnożnik. Podobnie jak inne procesory serii K8 posiada magistralę HyperTransport (800 MHz, późniejsze wersje 1000 MHz). Seria procesorów Athlon FX jest przeznaczona dla użytkowników wymagających najwyższej wydajności i overclockerów.
W początkowym okresie procesor wymagał podstawki socket 940, przeznaczonej dla procesorów Opteron z serii 2xx i 8xx i pamięci Registered-DDR. Spowodowane to było niedopracowaniem kontrolera pamięci zintegrowanego z procesorem. Teraz Athlony FX występują tylko w wersji dla socket 939.  Obecnie produkowane są w wersjach jednordzeniowych FX-55 i FX-57 oraz dwurdzeniowych FX-60 i dwurdzeniowych na platformę AMD Quad FX (podstawka dual socket F).

## Modele
| Model | Stepping | Rdzeń        | Częstotliwość [MHz] | Napięcie    | Maks. temp. | Zużycie energii | L1 Cache | L2 Cache | Technologia | Podstawka, magistrala                                                                           | Pierwsze partie  |
| ----- | -------- | ------------ | ------------------- | ----------- | ----------- | --------------- | -------- | -------- | ----------- | ----------------------------------------------------------------------------------------------- | ---------------- |
| FX-51 | CG       | Sledgehammer | 2200                | 1,5 V       | 70 °C       | 89 W            | 128 KB   | 1 MB     | 130 nm      | Socket 940, HyperTransport (800 MHz, HT800)                                                     | 23 września 2003 |
| FX-53 | CG       | Sledgehammer | 2400                | 1,5 V       | 70 °C       | 89 W            | 128 KB   | 1 MB     | 130 nm      | Socket 940, HyperTransport (800 MHz, HT800)                                                     | 23 września 2003 |
| FX-55 | CG       | Clawhammer   | 2600                | 1,5 V       | 63 °C       | 104 W           | 128 KB   | 1 MB     | 130 nm      | Socket 939, HyperTransport (1000 MHz, HT1000)                                                   | 1 czerwca 2004   |
| FX-55 | E4       | San Diego    | 2600                | 1,35–1,40 V | 63 °C       | 104 W           | 128 KB   | 1 MB     | 90 nm       | Socket 939, HyperTransport (1000 MHz, HT1000)                                                   | 27 czerwca 2005  |
| FX-57 | E4       | San Diego    | 2800                | 1,35–1,40 V | 63 °C       | 104 W           | 128 KB   | 1 MB     | 90 nm       | Socket 939, HyperTransport (1000 MHz, HT1000)                                                   | 27 czerwca 2005  |
| FX-60 | --       | Toledo       | 2800                | 1,35–1,40 V | 63 °C       | 125 W           | 2x128 KB | 2x1 MB   | 90 nm       | Socket 939, HyperTransport (1000 MHz, HT1000), dwa rdzenie                                      | ---              |
| FX-70 | F3       | Windsor FX   | 2600                | 1,35–1,40 V | 63 °C       | 125 W           | 2x128 KB | 2x1 MB   | 90 nm       | Dual Socket F, HyperTransport (1000 MHz, HT1000), praca w układzie 2x dwa rdzenie – AMD Quad FX | ---              |
| FX-72 | F3       | Windsor FX   | 2800                | 1,35–1,40 V | 63 °C       | 125 W           | 2x128 KB | 2x1 MB   | 90 nm       | Dual Socket F, HyperTransport (1000 MHz, HT1000), praca w układzie 2x dwa rdzenie – AMD Quad FX | ---              |
| FX-74 | F3       | Windsor FX   | 3000                | 1,35–1,40 V | 56 °C       | 125 W           | 2x128 KB | 2x1 MB   | 90 nm       | Dual Socket F, HyperTransport (1000 MHz, HT1000), praca w układzie 2x dwa rdzenie – AMD Quad FX | ---              |